# Ponte de la Unidad
A Ponte de la Unidad é uma ponte que cruza o rio Santa Catarina ligando as cidades de Monterrey e San Pedro Garza García, ambas no México. Concluída em 2003, é parte de um circuito chamado "Circuito La Unidad", que consiste na interligação de uma série de avenidas.